# Claudionor Rosa
Claudionor Rosa (Guaianases, 13 de março de 1941 — Resende, 29 de março de 2019) foi um historiador brasileiro, fortemente associado à cultura e a história da cidade fluminense de Resende.

## Biografia
Nascido na cidade paulista de Guaianases, o historiador Claudionor Rosa mudou-se para a cidade fluminense de Resende aos 23 anos de idade. A partir daí, passou a se dedicar e incentivar atividades culturais na cidade, como literatura, artes, poesia, música e pesquisas históricas. Fundou o Museu da Imagem e do Som (MIS), a Associação do Samba e o Grêmio Literário de Resende e seus concursos. Foi durante muito tempo diretor no acervo do Arquivo Histórico da Fundação Casa da Cultura Macedo Miranda, incentivando aulas-passeio, saraus, debates, exposições, atos cívicos, e outras atividades socioculturais.
Ele também comandava um programa na Rádio Resende AM. Também foi colunista do jornal "A Lira" e participou de diversas obras literárias, entre elas, "Cordel Resende", "Ponte Velha 100 anos", "Cordel Sagrado Coração" e "Do passado ao Presente".

### Homenagens
- 2012 - Recebeu, após ser indicado pela Câmara de Resende, a medalha Tácito Vianna Rodrigues, maior honraria concedida pelo poder legislativo da cidade.[2]
- 2016 - homenageado na segunda edição da FLIR (Feira do Livro de Resende).[3]